# Лин Гроув (Ајова)
Лин Гроув (енгл. Linn Grove) град је у америчкој савезној држави Ајова. По попису становништва из 2010. у њему је живело 154 становника.

## Демографија
Према попису становништва из 2010. у граду је живело 154 становника, што је -57 (-27.0%) становника више него 2000. године.
| Група             | 2000.       | 2010.       |
| Белци             | 193 (91,5%) | 141 (91,6%) |
| Афроамериканци    | 0 (0,0%)    | 1 (0,6%)    |
| Азијати           | 0 (0,0%)    | 0 (0,0%)    |
| Хиспаноамериканци | 18 (8,5%)   | 13 (8,4%)   |
| Укупно            | 211         | 154         |